# BAD NEWS
『BAD NEWS』（バッド・ニュース）は、ロックバンドARB（アレキサンダー・ラグタイム・バンド）の2枚目のスタジオ・アルバム。1980年5月21日にリリースされた。

## 収録曲
全編曲：ARB
1. 乾いた花
作詞・作曲：石橋凌
2. ノクターン・クラブ
作詞：石橋凌　作曲：田中一郎
4枚目のシングル
3. お前はいつも女だった
作詞・作曲：石橋凌
4. Tokyo Cityは風だらけ
作詞：柴山俊之　作曲：田中一郎
3枚目のシングル「魂こがして」のB面
5. BLACK & RED
作詞：石橋凌　作曲：田中一郎
6. ラ・ラの女
作詞・作曲：石橋凌
7. 空を突き破れ!
作詞・作曲：石橋凌
8. パントマイム
作詞・作曲：石橋凌
9. OK! OK!
作詞：石橋凌　作曲：田中一郎
10. Tiger
作詞：柴山俊之　作曲：石橋凌
11. BAD NEWS（黒い予感）
作詞：石橋凌　作曲：田中一郎
12. 鏡の中のナイフ
作詞：柴山俊之　作曲：石橋凌